# Skjeberg
Skjeberg est une localité de la municipalité de Sarpsborg, dans le comté d'Østfold, en Norvège.

## Description
Skjeberg était une paroisse et une municipalité du comté d'Østfold, et à partir de 1992 une partie de la grande municipalité de Sarpsborg. La ville est située comme une île dans la riche zone agricole et se trouve à environ 12 kilomètres au sud du centre de Sarpsborg, à environ 20 kilomètres à l'est du centre-ville de Fredrikstad et à 19 kilomètres au nord-ouest du centre-ville de Halden.
L'église médiévale date des années 1100 et a été agrandie au cours des années 1400. L'église de Skjeberg est construite en pierre dans le style roman, mais possède un hall d'entrée gothique. Au milieu du XVIIe siècle, l'église reçoit un toit octogonal. La chaire en chêne date de 1623. L'autel date d'environ 1760.